# 9.ª etapa de la Vuelta a España 2021
La 9.ª etapa de la Vuelta a España 2021 tuvo lugar el 22 de agosto de 2021 entre Puerto Lumbreras y Alto de Velefique sobre un recorrido de 188 km y fue ganada por el italiano Damiano Caruso del equipo Bahrain Victorious. El esloveno Primož Roglič mantuvo el liderato antes de la primera jornada de descanso.

## Clasificación de la etapa
| Puerto Lumbreras - Alto de Velefique | etapa de montaña | (188 km) |

| \| Clasificación de la etapa \| Clasificación de la etapa \| Clasificación de la etapa \| Clasificación de la etapa \| Clasificación de la etapa \| \| Ciclista \| Ciclista \| Equipo \| Tiempo \| \| \| ------------------------- \| ------------------------- \| ------------------------- \| ------------------------- \| ------------------------- \| \| 1.º \| Damiano Caruso \| Bahrain Victorious \| 5 h 03 min 14 s \| \| \| 2.º \| Primož Roglič \| Jumbo-Visma \| + 1 min 05 s \| \| \| 3.º \| Enric Mas \| Movistar Team \| + 1 min 06 s \| \| \| 4.º \| Jack Haig \| Bahrain Victorious \| + 1 min 44 s \| \| \| 5.º \| Miguel Ángel López \| Movistar Team \| + 1 min 44 s \| \| \| 6.º \| Adam Yates \| Ineos Grenadiers \| + 1 min 44 s \| \| \| 7.º \| Gino Mäder \| Bahrain Victorious \| + 2 min 07 s \| \| \| 8.º \| Giulio Ciccone \| Trek-Segafredo \| + 2 min 10 s \| \| \| 9.º \| Egan Bernal \| Ineos Grenadiers \| + 2 min 10 s \| \| \| 10.º \| David de la Cruz \| UAE Team Emirates \| + 2 min 40 s \| \| |                    |                    |                 |
| |                    |                    |                 |
| Fuente: ProCyclingStats |                    |                    |                 |
| Clasificación de la etapa |                    |                    |                 |
| Ciclista | Ciclista           | Equipo             | Tiempo          |
| 1.º | Damiano Caruso     | Bahrain Victorious | 5 h 03 min 14 s |
| 2.º | Primož Roglič      | Jumbo-Visma        | + 1 min 05 s    |
| 3.º | Enric Mas          | Movistar Team      | + 1 min 06 s    |
| 4.º | Jack Haig          | Bahrain Victorious | + 1 min 44 s    |
| 5.º | Miguel Ángel López | Movistar Team      | + 1 min 44 s    |
| 6.º | Adam Yates         | Ineos Grenadiers   | + 1 min 44 s    |
| 7.º | Gino Mäder         | Bahrain Victorious | + 2 min 07 s    |
| 8.º | Giulio Ciccone     | Trek-Segafredo     | + 2 min 10 s    |
| 9.º | Egan Bernal        | Ineos Grenadiers   | + 2 min 10 s    |
| 10.º | David de la Cruz   | UAE Team Emirates  | + 2 min 40 s    |

## Clasificaciones al final de la etapa

### Clasificación general
| \| Clasificación general \| Clasificación general \| Clasificación general \| Clasificación general \| Clasificación general \| \| Ciclista \| Ciclista \| Equipo \| Tiempo \| \| \| --------------------- \| --------------------- \| --------------------- \| --------------------- \| --------------------- \| \| 1.º \| Primož Roglič \| Jumbo-Visma \| 1 h 19 min 27 s \| \| \| 2.º \| Enric Mas \| Movistar Team \| + 28 s \| \| \| 3.º \| Miguel Ángel López \| Movistar Team \| + 1 min 21 s \| \| \| 4.º \| Jack Haig \| Bahrain Victorious \| + 1 min 42 s \| \| \| 5.º \| Egan Bernal \| Ineos Grenadiers \| + 1 min 52 s \| \| \| 6.º \| Adam Yates \| Ineos Grenadiers \| + 2 min 07 s \| \| \| 7.º \| Giulio Ciccone \| Trek-Segafredo \| + 2 min 39 s \| \| \| 8.º \| Sepp Kuss \| Jumbo-Visma \| + 2 min 40 s \| \| \| 9.º \| Felix Großschartner \| Bora-Hansgrohe \| + 3 min 25 s \| \| \| 10.º \| David de la Cruz \| UAE Team Emirates \| + 3 min 55 s \| \| |                     |                    |                 |
| |                     |                    |                 |
| Fuente: ProCyclingStats |                     |                    |                 |
| Clasificación general |                     |                    |                 |
| Ciclista | Ciclista            | Equipo             | Tiempo          |
| 1.º | Primož Roglič       | Jumbo-Visma        | 1 h 19 min 27 s |
| 2.º | Enric Mas           | Movistar Team      | + 28 s          |
| 3.º | Miguel Ángel López  | Movistar Team      | + 1 min 21 s    |
| 4.º | Jack Haig           | Bahrain Victorious | + 1 min 42 s    |
| 5.º | Egan Bernal         | Ineos Grenadiers   | + 1 min 52 s    |
| 6.º | Adam Yates          | Ineos Grenadiers   | + 2 min 07 s    |
| 7.º | Giulio Ciccone      | Trek-Segafredo     | + 2 min 39 s    |
| 8.º | Sepp Kuss           | Jumbo-Visma        | + 2 min 40 s    |
| 9.º | Felix Großschartner | Bora-Hansgrohe     | + 3 min 25 s    |
| 10.º | David de la Cruz    | UAE Team Emirates  | + 3 min 55 s    |

### Clasificación por puntos
| Clasificación por puntos | Clasificación por puntos | Clasificación por puntos | Clasificación por puntos | Clasificación por puntos |
| Ciclista                 | Ciclista                 | Equipo                   | Puntos                   |                          |
| ------------------------ | ------------------------ | ------------------------ | ------------------------ | ------------------------ |
| 1.º                      | Fabio Jakobsen           | Deceuninck-Quick Step    | 180 pts                  |                          |
| 2.º                      | Jasper Philipsen         | Alpecin-Fenix            | 164 pts                  |                          |
| 3.º                      | Arnaud Démare            | Groupama-FDJ             | 74 pts                   |                          |
| 4.º                      | Alberto Dainese          | Team DSM                 | 73 pts                   |                          |
| 5.º                      | Primož Roglič            | Jumbo-Visma              | 71 pts                   |                          |
| 6.º                      | Michael Matthews         | BikeExchange             | 70 pts                   |                          |
| 7.º                      | Magnus Cort              | EF Education-Nippo       | 67 pts                   |                          |
| 8.º                      | Alex Aranburu            | Astana-Premier Tech      | 52 pts                   |                          |
| 9.º                      | Lilian Calmejane         | AG2R Citroën Team        | 50 pts                   |                          |
| 10.º                     | Piet Allegaert           | Cofidis                  | 45 pts                   |                          |

### Clasificación de la montaña
| Clasificación de la montaña | Clasificación de la montaña | Clasificación de la montaña        | Clasificación de la montaña | Clasificación de la montaña |
| Ciclista                    | Ciclista                    | Equipo                             | Puntos                      |                             |
| --------------------------- | --------------------------- | ---------------------------------- | --------------------------- | --------------------------- |
| 1.º                         | Damiano Caruso              | Bahrain Victorious                 | 28 pts                      |                             |
| 2.º                         | Romain Bardet               | Team DSM                           | 22 pts                      |                             |
| 3.º                         | Pavel Sivakov               | Ineos Grenadiers                   | 16 pts                      |                             |
| 4.º                         | Jack Haig                   | Bahrain Victorious                 | 15 pts                      |                             |
| 5.º                         | Michael Storer              | Team DSM                           | 12 pts                      |                             |
| 6.º                         | Primož Roglič               | Jumbo-Visma                        | 12 pts                      |                             |
| 7.º                         | Rein Taaramäe               | Intermarché-Wanty-Gobert Matériaux | 10 pts                      |                             |
| 8.º                         | Kenny Elissonde             | Trek-Segafredo                     | 10 pts                      |                             |
| 9.º                         | Sepp Kuss                   | Jumbo-Visma                        | 9 pts                       |                             |
| 10.º                        | Enric Mas                   | Movistar Team                      | 7 pts                       |                             |

### Clasificación de los jóvenes
| Clasificación del mejor joven | Clasificación del mejor joven | Clasificación del mejor joven | Clasificación del mejor joven | Clasificación del mejor joven |
| Ciclista                      | Ciclista                      | Equipo                        | Tiempo                        |                               |
| ----------------------------- | ----------------------------- | ----------------------------- | ----------------------------- | ----------------------------- |
| 1.º                           | Egan Bernal                   | Ineos Grenadiers              | 34 h 20 min 45 s              |                               |
| 2.º                           | Aleksandr Vlásov              | Astana-Premier Tech           | + 2 min 03 s                  |                               |
| 3.º                           | Gino Mäder                    | Bahrain Victorious            | + 2 min 08 s                  |                               |
| 4.º                           | Juan Pedro López              | Trek-Segafredo                | + 4 min 00 s                  |                               |
| 5.º                           | Rémy Rochas                   | Cofidis                       | + 16 min 17 s                 |                               |
| 6.º                           | Steff Cras                    | Lotto-Soudal                  | + 22 min 39 s                 |                               |
| 7.º                           | Mark Padun                    | Bahrain Victorious            | + 27 min 54 s                 |                               |
| 8.º                           | Clément Champoussin           | AG2R Citroën Team             | + 31 min 20 s                 |                               |
| 9.º                           | Pavel Sivakov                 | Ineos Grenadiers              | + 31 min 51 s                 |                               |
| 10.º                          | Jefferson Cepeda              | Caja Rural-Seguros RGA        | + 41 min 13 s                 |                               |

### Clasificación por equipos
| Clasificación por equipos | Clasificación por equipos          | Clasificación por equipos | Clasificación por equipos |
| Equipo                    | Equipo                             | Tiempo                    |                           |
| ------------------------- | ---------------------------------- | ------------------------- | ------------------------- |
| 1.º                       | Movistar Team                      | 102 h 58 min 47 s         |                           |
| 2.º                       | Bahrain Victorious                 | + 1 min 32 s              |                           |
| 3.º                       | Jumbo-Visma                        | + 7 min 31 s              |                           |
| 4.º                       | Ineos Grenadiers                   | + 8 min 34 s              |                           |
| 5.º                       | UAE Team Emirates                  | + 16 min 30 s             |                           |
| 6.º                       | Trek-Segafredo                     | + 24 min 06 s             |                           |
| 7.º                       | Intermarché-Wanty-Gobert Matériaux | + 36 min 44 s             |                           |
| 8.º                       | Astana-Premier Tech                | + 47 min 39 s             |                           |
| 9.º                       | Cofidis                            | + 57 min 06 s             |                           |
| 10.º                      | Team DSM                           | + 1 h 03 min 01 s         |                           |

## Abandonos
Johan Jacobs, Jacopo Guarnieri, Sergio Román Martín y Juan Sebastián Molano no completaron la etapa.